# Robert de Févin
Robert de Févin was een Franse componist die leefde rond 1500.
Hij was zeer vermoedelijk broer van Antoine de Févin, eveneens componist, maar die wist tot het hof van Lodewijk XII van Frankrijk door te dringen. Van zijn leven is weinig bekend; hij is geboren in Cambrai of Arras, zijn vader was wethouder in Arras rond 1474. Robert de Févin was rond 1500 een tijdje dirigent (Maître de chapelle) bij de hertog Filibert II van Savoye en diens vrouw Margaretha. Er zijn aanwijzingen gevonden dat in die tijd de gebroeders Févin daar als componisten werkzaam waren. Robert stierf vermoedelijk in 1518, aldus een aantekening op een exemplaar van zijn Missa la sol mi fa re.
Hij schreef een aantal missen, motetten en klaagliederen, maar er is weinig bewaard gebleven. Onder die bewaarde stukken bevinden zich drie missen, een vierstemmig credo uit een mis, waarvan de rest verloren is gegaan, twee toonzettingen van de Lamentaties van Jeremia, een vijfstemmige Mariahymne en een zesstemmig motet. Zijn stijl, renaissancemuziek, komt overeen met de stijl die zijn broer hanteerde, sommige van de werken werden ook wel aan die broer toegeschreven. Hij was voorts muzikaal volgeling van Josquin des Prez, hij nam die muziek soms zelfs als uitgangspunt. Een aantal werken is teruggevonden in de Medici Codex uit 1518.
- Bibliothèque nationale de France: cb14799667w (data)
- Gemeinsame Normdatei: 1089184743
- International Standard Name Identifier: 0000 0001 1816 1580
- Library of Congress Control Number: nr93006314
- MusicBrainz: 3d4a1a1d-7142-4828-be9f-73b4bb871751
- Nationale Bibliotheek van Israël: 987007349848505171
- SNAC: w6224hv2
- Système universitaire de documentation: 13756645X
- Virtual International Authority File: 78648292
- WorldCat: E39PBJyRDhPYKxH8TXxkQGkRrq